# Magma (logiciel)
Pour les articles homonymes, voir Magma.
Magma est un logiciel de calcul formel destiné à résoudre des problèmes d'algèbre, de géométrie algébrique et de combinatoire.
Il est disponible sur les systèmes d'exploitation Linux, macOS et Windows.